# Parque do Fontelo
O Parque do Fontelo, também chamado Parque Desportivo do Fontelo, é uma área protegida portuguesa, localizada na cidade de Viseu. O parque ocupa uma área de 10 hectares de exuberante vegetação.

Os jardins são de estilo italiano são obra quinhentista de D. Miguel da Silva que, vindo de Roma em 1525, iniciou a construção do paço episcopal e a reflorestação do parque. Hoje em dia alberga várias infra-estruturas desportivas.